# اشلی رنی
اشلی رنی (انگلیسی: Ashley Renee) ؛ (زاده ۲۲ می ۱۹۶۵) یک بازیگر پورنوگرافی اهل ایالات متحده آمریکا است.